# Добрые нравы
До́брые нра́вы (фр. bonnes mœurs, или mœurs) — термин, определяемый в современной французской юриспруденции как «совокупность императивных норм социальной морали, возведённых в общественную этико-нравственную доктрину, которые подлежат соблюдению каждым членом общества, независимо от его религиозных, философских, политических и личных моральных убеждений».
Добрые нравы основаны главным образом на обычаях, существующих в стране в данный более или менее длительный отрезок времени. Поэтому содержание и значение термина в праве довольно существенным образом варьируются в зависимости от места и конкретной эпохи сообразно доминирующим в соответствующий момент национальным культурным ценностям и правовой доктрине.